# Osttjärnbäcken
Osttjärnbäcken är ett naturreservat i Vindelns kommun i Västerbottens län.
Området är naturskyddat sedan 1999 och är 75 hektar stort. Reservatet består av grandominerade skogar med sumpskog närmat de två bäckarna som rinner genom reservatet.